# Fäktning vid olympiska sommarspelen 1976
Vid olympiska sommarspelen 1976 i Montreal avgjordes åtta grenar i fäktning, sex för män och två för kvinnor, och tävlingarna hölls mellan 20 och 29 juli 1976 i Winter Stadium. Antalet deltagare var 281 tävlande från 34 länder.

## Medaljfördelning
| Medaljfördelning |               |      |        |       |        |
| Placering        | Nation        | Guld | Silver | Brons | Totalt |
| 1                | Sovjetunionen | 3    | 2      | 2     | 7      |
| 2                | Västtyskland  | 2    | 2      | 0     | 4      |
| 3                | Italien       | 1    | 3      | 0     | 4      |
| 4                | Ungern        | 1    | 0      | 2     | 3      |
| 5                | Sverige       | 1    | 0      | 0     | 1      |
| 6                | Frankrike     | 0    | 1      | 2     | 3      |
| 7                | Rumänien      | 0    | 0      | 1     | 1      |
| 7                | Schweiz       | 0    | 0      | 1     | 1      |

## Medaljörer

### Herrar
| Gren                              | Guld                                                                                              | Silver                                                                                               | Brons                                                                                       |
| Värja, individuellt Detaljer...   | Alexander Pusch (FRG)                                                                             | Hans-Jürgen Hehn (FRG)                                                                               | Győző Kulcsár (HUN)                                                                         |
| Värja, lag Detaljer...            | Sverige Carl von Essen Hans Jacobson Rolf Edling Leif Högström Göran Flodström                    | Västtyskland Alexander Pusch Hans-Jürgen Hehn Reinhold Behr Volker Fischer Hanns Jana                | Schweiz François Suchanecki Michel Poffet Daniel Giger Christian Kauter Jean-Blaise Evequoz |
| Florett, individuellt Detaljer... | Fabio dal Zotto (ITA)                                                                             | Aleksandr Romankov (URS)                                                                             | Bernard Talvard (FRA)                                                                       |
| Florett, lag Detaljer...          | Västtyskland Matthias Behr Thomas Bach Harald Hein Klaus Reichert Erik Sens-Gorius                | Italien Fabio dal Zotto Carlo Montano Stefano Simoncelli Giovanni Battista Coletti Attilio Calatroni | Frankrike Christian Noël Bernard Talvard Didier Flament Frederic Pietruszka Daniel Revenu   |
| Sabel, individuellt Detaljer...   | Viktor Krovopuskov (URS)                                                                          | Vladimir Nazlymov (URS)                                                                              | Viktor Sidjak (URS)                                                                         |
| Sabel, lag Detaljer...            | Sovjetunionen Viktor Krovopuskov Eduard Vinokurov Viktor Sidjak Vladimir Nazlymov Michail Burtsev | Italien Mario Aldo Montano Michele Maffei Angelo Arcidiacono Tommaso Montano Mario Tullio Montano    | Rumänien Daniel Irimiciuc Ioan Pop Marin Mustață Corneliu Marin Alexandru Nilca             |

### Damer
| Gren                              | Guld | Silver | Brons                                                                                   |
| Florett, individuellt Detaljer... | Ildikó Schwarczenberger (HUN)                                                                             | Maria Consolata Collino (ITA)                                                                                           | Jelena Novikova-Belova (URS)                                                            |
| Florett, lag Detaljer...          | Sovjetunionen Jelena Novikova-Belova Olga Knjazeva Valentina Sidorova Nailja Giljazova Valentina Nikonova | Frankrike Brigitte Latrille-Gaudin Brigitte Gapais-Dumont Christine Muzio Veronique Trinquet Claudette Herbster-Josland | Ungern Ildikó Schwarczenberger Edit Kovács Magda Maros Ildikó Újlaky-Rejtő Ildikó Bóbis |

## Deltagande nationer
Totalt deltog 281 fäktare (211 män och 70 kvinnor) från 34 länder vid de olympiska spelen 1976 i Montreal.
| | | | |
| - Argentina (7) - Australien (3) - Belgien (4) - Brasilien (1) - Bulgarien (5) - Chile (1) - Danmark (1) - Finland (4) - Frankrike (18) | - Hongkong (4) - Iran (13) - Israel (1) - Italien (18) - Japan (8) - Kanada (13) - Kuba (13) - Kuwait (4) - Luxemburg (2) | - Norge (5) - Paraguay (1) - Polen (18) - Puerto Rico (4) - Rumänien (18) - Schweiz (6) - Sovjetunionen (18) - Storbritannien (18) | - Sverige (7) - Thailand (5) - Tjeckoslovakien (3) - Ungern (18) - USA (18) - Västtyskland (16) - Österrike (5) - Östtyskland (1) |